# مقام صاحب الزمان
مقام صاحب الزمان شوشتر مکانی مذهبی است که قدمگاه امام دوازدهم شیعیان دانسته می‌شود. این بنا در کنار قبرستانی باستانی در شهر شوشتر قرار دارد. برخی این قدمگاه را با مسجد جمکران مقایسه کرده‌اند. امروزه در مجاورت این قدمگاه، آرامستان بزرگی با نام مقام صاحب زمان وجود دارد. این قدمگاه تاریخی با شماره 
۱۳۵۶۷ در فهرست آثار ملی ایران ثبت شده است.

## پیشینه و پیدایش
سابقه تاریخی این قدمگاه به سال ۹۹۱ قمری برمیگردد. در این سال چندین نفر از عبادت‌کنندگان شوشتر شامل شخصی به نام درویش کریم، چله‌ای گرفتند و برای به جا آوردن عبادت خود، همه روزه به طرف تپه‌هایی که مکان فعلی مقام صاحب الزمان است می‌رفتند و پس از انجام اعمال به شهر برمی‌گشتند.
یک روز در وقت ناهار شخصی با لباس ساده نزدیک آنها می‌ایستد. تصور کردند که رهگذری فقیری است. از غذای خود به او تعارف می‌کنند و آن فرد اجابت می‌کند. بعد از صرف غذا آن شخص روی به عبادت کنندگان کرد و گفت: شما مرا دعوت کردید و من هم اجابت کردم حال من هم شما را دعوت می کنم که همه شما فردا برای نهار در همین جا میهمان من باشید.
روز بعد، وقتی عبادت کنندگان از شهر به مقصد همان محل حرکت نمودند در آنجا خیمه‌ها و سراپرده‌های ملوکانه مشاهده کردند و دیدند همان شخص هم در زیر آن سراپرده حضور دارد. موقع صرف غذا آن شخص صدا زد غذا بیاورید. بلافاصله چند تن از خدمه سفره پهن کردند و غذاهایی عالی و ملوکانه آوردند.
عبادت‌کنندگان پس از صرف غذا به طرف شهر حرکت کردند. در میانه راه از خود می‌پرسیدند آن همه دستگاه سلطنتی و خیمه های مجلل و فرش های نیکو و غذاهای بسیار خوب از کجا آمده و کیست که چنین تمکنی دارد. به یک بار به پشت سر خود نگاه کردند و هیچ آثاری از آن چیزها مشاهده ننمودند. بنابراین چنین گفتند که این پذیرایی چیزی غیبی بوده است و آن شخص را امام دوازدهم شیعیان پنداشتند. کم کم این قضیه را برای مردم نقل کردند و مردم شوشتر آن مکان را محل تیمن و تبرک و عبادت برای خود قرار دادند. 
بعد از مدتی، کسانی در آن مکان، ساختمانی بنا نمودند.

## ساخت و بازسازی
بنای اولیه این بنا به وسیله «درویش کریم» در دوران سلطنت شاه صفی صفوی انجام‌گرفته. سال ساخت بنا را برخی در سال ۱۰۴۷ و برخی ۹۹۱ هجری قمری دانسته‌اند. بعدها در اوایل قرن چهاردهم هجری قمری مرحوم حاج ملا حسین طبیب شوشتری ساختمانهای دیگری بر آن افزوده است.
هیات امنای مقام در سال ۱۳۵۵ اقدام به تعمیر اساسی این مکان و توسعه حرم و رواقها نمودند و ساختمان نسبتا وسیعی را برای استفاده زائرین بنا کردند.
منبری سنگی به نام منبر امام زمان در این محل نصب است که هم اکنون نیز موجود می باشد.

## کشف سنگ نوشته در جریان بازسازی
هنگام عملیات بازسازی، سنگ نوشته ای در یکی از اتاقهای مخروبه این بنا یافت شد که ظاهرا تاریخ بنای این مقام و نام بانی با چند بیت شعر معرفی کرده است:
در عهد صفی پادشه عالمیان
کز نورعنایتش صفا یافت جهان
گردید زفیض فضل معبود تمام
این بقعه که می دهد ز فردوس نشان
درویش کریم را خدا داد کرم
بنیاد نهاد ساختنش آبادان
تاریخ بنایش به نهان مجرم گفت
از مهدی صاحب الزمان خواه عیان

## آثار تاریخی مجاور
گور دخمه‌های زرتشتی شوشتر در مجاورت این قدمگاه قرار دارند. بعلاوه چشمه سیزنگر که محل عبادت عارف نامی سهل شوشتری دانسته می‌شود در نزدیکی این قدمگاه واقع شده است.